# Cold Chisel (album)
Cold Chisel è il primo ed eponimo album in studio del gruppo musicale australiano Cold Chisel, pubblicato nel 1978.

## Tracce
Tutte le tracce sono state scritte da Don Walker, eccetto dove indicato.

Side 1
1. Juliet (Walker, Jim Barnes) - 2:43
2. Khe Sanh - 4:14
3. Home and Broken Hearted - 3:25
4. One Long Day - 7:23

Side 2
1. Northbound - 3:14
2. Rosaline - 4:47
3. Daskarzine - 5:09
4. Just How Many Times - 5:13

## Formazione
- Jim Barnes - voce
- Ian Moss - voce (tracce 4 e 6), chitarra
- Don Walker - organo, piano, cori
- Steve Prestwich - batteria
- Phil Small - basso
- Dave Blight - armonica (2, 5)
- Peter Walker - chitarra acustica (2)
- Wilbur Wilde - sassofono (3, 6, 8)
- Joe Camilleri - sassofono
- Janice Slater - cori
- Carol Stubbley - cori